# 鳶尾花物語
《鳶尾花物語》是KID公司發行的戀愛冒險遊戲。

## 故事內容
敘述男主角治樹和多名女孩，發生在國中三年級的故事。

## 登場人物
瀨戶原治樹
寄住在桑坂夏實家，女人緣非常好，夢想成為花店老板。
末永櫻花
治樹的青梅竹馬，最後為了愛，放棄留學。
御堂東雲
小櫻和治樹的好朋友，和金矢真奈美一樣被家庭操縱著。
金矢真奈美
治樹和小櫻及東雲的同學，雖然對外宣稱要繼承家業，其實內心很想逃離父親的控制。
耒田佑衣
喜歡運動，小時候曾打傷瀨戶原治樹，因此約束自己往後絕不哭給治樹看。
耒田美卯
佑衣的妹妹，個性內向。因為曾經和治樹吵架，導致治樹出了意外，失去了很多記憶。
桑坂夏實
治樹的表姐。
菖蒲
奇怪的小女孩，真實身份是治樹內心所創造出的幻影，在希臘神話中代表彩虹女神。

## 外部連結
- 官方網站，存於網際網路檔案館